# Margaret A. Farley
Margaret A. Farley (ur. w 1935) – amerykańska etyczka, teolożka, feministka i wykładowczyni. Należy do katolickiego zakonu Sióstr Miłosierdzia.
Autorka lub współautorka siedmiu książek i szeregu publikacji. Laureatka licznych nagród i honorowych stopni naukowych. Wśród jej zainteresowań badawczych są etyka i sprawiedliwość, etyka feministyczna, etyka medyczna, etyka seksualna, etyka społeczna, historia etyki teologicznej, metodologia etyki, teologia feministyczna oraz zagadnienia etyczne związane z HIV i AIDS.
Stopień magisterski uzyskała na Uniwersytecie w Detroit, a doktorski na Uniwersytecie Yale. Była przewodniczącą Stowarzyszenia Etyki Chrześcijańskiej (Society of Christian Ethics) i Amerykańskiego Stowarzyszenia Teologii Katolickiej (Catholic Theological Society of America). W 1992 została uhonorowana Nagrodą Johna Courtneya Murraya za wybitne osiągnięcia w dziedzinie teologii. Była członkinią komisji bioetycznej Yale-New Heaven Hospital oraz Amerykańskiego Towarzystwa Medycyny Reprodukcyjnej (American Society of Reproductive Medicine). 
Jest emerytowaną profesor etyki chrześcijańskiej na Uniwersytecie Yale, na którym wykładała od 1971 roku. W 2008 otrzymała Nagrodę Grawemeyera za książkę Just Love. 

## Publikacje
- A Metaphysics of Being and God, Prentice-Hall, 1966 (współautorka)
- Personal Commitments: Beginning, Keeping, Changing, Harper, 1986
- Embodiment, Morality, and Medicine, Kluwer, 1995 (współredaktorka)
- Readings in Moral Theology, No. 9: Feminist Ethics and the Catholic Moral Tradition, Paulist, 1996 (współredaktorka)
- Liberating Eschatology: Essays in Honor of Letty M. Russell, Westminster/John Knox, 1999 (współredaktorka)
- Compassionate Respect, Paulist, 2002
- Just Love: A Framework for Christian Sexual Ethics, Continuum, 2006.